# Pristava, Borovnica
Pristava este o localitate din comuna Borovnica, Slovenia.